# Dérives (téléfilm)
Pour les articles homonymes, voir Dérives.
Dérives est un téléfilm français réalisé par Christophe Lamotte et diffusé en 2001.
Ayant comme sujet la jeunesse de banlieue, il comporte plusieurs éléments autobiographiques.

## Synopsis
Le film raconte l'histoire de Tony, un jeune marseillais dont le père est absent, qui a abandonné l'école et traine sur la Canebière.

## Fiche technique
- Réalisation : Christophe Lamotte
- Scénario : Christophe Lamotte et Pierre Chosson
- Production : Cauri Films, Arte
- Image : Florence Levasseur
- Montage : Benoît Quinon
- Musique : Gillian Boughey, Didier Cattin, Benjamin Duvallet, Sofiane Gnaba
- Durée : 90 minutes
- Date de sortie : 9 avril 2001

## Distribution
- Guillaume Gouix : Tony
- Jacques Spiesser : Gianni
- Francis Renaud : Paul
- Ludwig-Stanislas Loison-Robert : Marc
- Véra Briole : Cathy
- Marina Golovine : Gabrielle
- Françoise Lebrun : Marguerite
- Stéphane Derossis : Mickey
- Lucas Belvaux : Le policier
- Mireille Roussel : Sandrine
- Bernard Blancan : Georges

## Nominations et récompenses
- 2001 : FIPA d'or du meilleur scénario au festival international de Biarritz[2]